# Karl August von Heigel
Karl August von Heigel (født 25. marts 1835 i München, død 6. september 1905 i Riva del Garda) var en tysk digter, bror til Karl Theodor von Heigel.
Han var en søn af overregissøren ved Hofteatret i München og blev efter endte studier bibliotekar hos fyrst Heinrich af Carolath-Beuthen. En tid var han bosat i Berlin som medredaktør af modebladet Der Bazar og levede senere dels i München, dels i Tyrol og Italien.
Han kom til at stå kong Ludvig II nær, idet han både skrev stykker til og ledede hans privatforestillinger. Til gengæld blev han hævet op i adelsstanden. Han har skrevet noveller og fortællinger, romaner som Ohne Gewissen, Die Dame ohne Herz og Der Teaterteufel samt biografier af Karl Stieler og kong Ludvig (1893).